# Plav
Plav (lidově a do roku 1924 úředně Plavo, německy Plaben) je obec v okrese České Budějovice v Jihočeském kraji. Leží na obou březích řeky Malše zhruba 8,5 kilometru jižně od centra Českých Budějovic. Žije zde 433 obyvatel.

## Historie
O starobylosti osídlení na katastrálního území obce svědčí předhistorické mohylové pohřebiště v přilehlém lese, archeologicky prozkoumané roku 1866 Františkem Stulíkem (šlo o první archeologický průzkum v Jižních Čechách).
První písemná zmínka o vesnici (Plawe) pochází z roku 1259, a následně 1262, kdy ji Vok z Rožmberka v závěti odkázal cisterciáckému klášteru ve Vyšším Brodě. Roku 1273 ji klášter směnil s králem Přemyslem Otakarem II. za Němčice, za následujícího panovníka Václava II. se v roce 1292 Plav opět vrátil do držení vyšebrodského kláštera, v němž pak zůstal po celá staletí až do zrušení poddanství. Od roku 1400 až do 16. století se v Plavu vařilo pivo, což českobudějovičtí, pro něž byla ves na hranici jejich mílového práva, považovali za nevítanou konkurenci. Roku 1571 postihl Plav požár, při kterém vyjma tří stodol vyhořela celá ves i s mlýnem. Za napoleonských válek údajně v obci zemřeli a u kapličky před čp. 15 jsou pochováni dva francouzští vojáci z oddílu zde ubytovaného. Roku 1894 byla dostavěna škola (fungovala do roku 1979), v letech 1912 až 1913 vybudován silniční most přes Malši.
Velké škody ve vsi napáchala povodeň v srpnu 2002, kdy voda v domech dosahovala výšky až 1,8 metru.

## Obyvatelstvo
| Rok            | 1869 | 1880 | 1890 | 1900 | 1910 | 1921 | 1930 | 1950 | 1961 | 1970 | 1980 | 1991 | 2001 | 2011 | 2021 |
| -------------- | ---- | ---- | ---- | ---- | ---- | ---- | ---- | ---- | ---- | ---- | ---- | ---- | ---- | ---- | ---- |
| Počet obyvatel | 206  | 243  | 238  | 257  | 267  | 289  | 325  | 238  | 212  | 209  | 200  | 206  | 282  | 397  | 440  |
| Počet domů     | 25   | 30   | 33   | 35   | 41   | 44   | 49   | 69   | 53   | 61   | 68   | 80   | 105  | 133  | 146  |

## Obecní správa
Od roku 1850 do 29. dubna 1976 byl Plav samostatnou obcí, do roku 1956 s osadou Heřmaň. V následujícím období počínaje 30. dubnem 1976 a konče 23. listopadem 1990 tvořil část obce Doudleby. Od 24. listopadu 1990 je Plav opět samostatnou obcí.

### Starostové
- 1993–2014 Jaroslav Hlach
- od 2014 Oldřiška Ribolová
- od 2022 Martin Berka
- od 2023 František Urban

### Obecní symboly
Znak a vlajka byly obci uděleny rozhodnutím předsedy Poslanecké sněmovny Parlamentu České republiky dne 31. ledna 2002.

## Doprava
Mezi Plavem a Plavnicí přechází šikmo údolí Plavnického potoka stavba dálnice D3.

## Pamětihodnosti
- V lese západně od obce se nachází mohylové pohřebiště s 35 mohylami ze střední doby bronzové, doby halštatské a časně laténské. (Prsť odtud byla použita při slavnostním položení základního kamene k Národnímu divadlu v roce 1868.) V roce 2017 byla z důvodu stavby dálnice D3 zrušena památková ochrana u tří mohyl. Byl zde proveden archeologický výzkum, který přinesl mnoho významných poznatků. Nálezy potvrdily osídlení v střední době kamenné, bronzové, byly nalezeny i pozůstatky keltského osídlení. První lidské aktivity na tomto místě je možné datovat do období zhruba 9. až 7. tisíciletí před naším letopočtem.[8][9][10]
- Pozdně renesanční špýchary u čp. 2 a čp. 3
- Socha svatého Jana Nepomuckého z roku 1882 na ostrohu nad Malší
- Kaplička z první poloviny 19. století při silnici do Českých Budějovic
- Výklenková kaplička z roku 1937
- Zděná boží muka z počátku 19. století
- Lávka s rechlemi (stavidly k zadržování plaveného dříví), technická památka z let 1895 až 1896
- Pomník třicátého výročí zrušení roboty

Na rozhraní katastrálních území Plavu a Heřmaně byla v letech 1973–1982 vybudována Úpravna vody Plav, která upravuje vodu z VD Římov a zásobuje jí celou českobudějovickou aglomeraci. Průměrná kapacita úpravny je 800 l/s, maximální projektovaná 1424 l/s.

## Rodáci
- Jaroslav Hlach, starosta obce
- Jan Erhart (1856–1927), starosta obce v letech 1895–1907, předsedal Besedě zemědělců okresu Česko-budějovického, byl i členem okresního zastupitelstva v Českých Budějovicích, zasadil se o výstavbu okresní silnice z Českých Budějovic do obce Plav
- Vilém Erhart (1914–1996), optik a amatérský astronom, autor publikací z astronomické optiky.
- Josef Erhart (1923–2009), fotograf a spisovatel
- Jan Vaclík (1830–1917), český diplomat a publicista
- Jan Baptista Vaclík (5. června 1855 – 25. ledna 1933) první generální ředitel rakouské polní pošty; po vzniku Československa byl předsedou poštovního oddělení v odboru pro spisovou rozluku generálního konzulátu Československa ve Vídni, čestný občan Plava[11][12][13][14]